# Ernest Danneskiold-Samsøe
Hans Excellence (H.E.) Christian August Frederik Charles Ernest George greve Danneskiold-Samsøe (3. juni 1840 i København – 10. januar 1908 sammesteds) var en dansk godsejer, bror til Christian Danneskiold-Samsøe.
Han var søn af overdirektør og lensgreve Christian Conrad Sophus Danneskiold-Samsøe og hustru født Lady Elisabeth Brudenell-Bruce. Ved faderens død i 1886 arvede han landstedet Enrum samt Holmegaard Gods og Glasværk, som han drev til sin død. Han blev 1869 hofjægermester og overtog 1873 forpagtningen af Hesede under Gisselfeld og varetog den til sin død. Da Ernest Danneskiold-Samsøe var ugift, gik Holmegaard til brodersønnen Aage Danneskiold-Samsøe.
Han er begravet i parken ved Gisselfeld.